# Web of Science
Web of Science (WoS) es un servicio en línea de información científica, suministrado por Clarivate Analytics (antes, de Thomson Reuters), integrado en ISI Web of Knowledge, WoK. Facilita el acceso a un conjunto de bases de datos en las que aparecen citas de artículos de revistas científicas, libros y otros tipos de material impreso que abarcan todos los campos del conocimiento académico. Permite acceder a las publicaciones previas de una determinada investigación publicada a través del acceso a sus referencias bibliográficas citadas, o también, a las publicaciones que citan un documento determinado para descubrir el impacto de un trabajo científico sobre la investigación actual. Por último, permite conectarse al texto completo de publicaciones primarias y otros recursos y acceder a ellos mediante un sistema de búsqueda basado en palabras clave.

## Bases de datos
Web of Science incluye:
- Tres grandes bases de datos para cada rama del conocimiento:
  - Science Citation Index (SCI),
  - Social Sciences Citation Index (SSCI),
  - Arts & Humanities Citation Index (A&HCI)
- Dos bases de datos químicas:
  - Index Chemicus,
  - Current Chemical Reactions,
- Dos bases de datos de presentaciones en congresos y conferencias:
  - Conference Proceedings Citation Index: Science
  - Conference Proceedings Citation Index: Social Science and Humanities.

Estas bases de datos indexan el contenido de casi 10,000 revistas de ciencia, tecnología, ciencias sociales, artes, y humanidades y más de 100,000 actas de conferencias y congresos. Se actualiza semanalmente.

## Contenido
Los siete índices de citas (o bases de datos bibliográficas) listados arriba contienen referencias bibliográficas que han sido citadas por otros artículos. Se pueden usar tales citas para emprender la búsqueda de la referencia citada, es decir, localizar artículos que citan una publicación anterior. También se puede buscar en las tres bases de datos de citas por tema, autor, título de la fuente y dirección. Las dos bases de datos químicas permiten la creación de diagramas de estructura, y así permitir a los usuarios localizar un determinado compuesto químico o una reacción química.
El uso de Web of Science está autorizado a instituciones como universidades y departamentos de investigación de grandes corporaciones, generalmente mediante el acceso a Web of Knowledge,WoK.
En total, contiene unos 36 millones de registros de más de 230 disciplinas de la ciencia, las ciencias sociales, las artes y las humanidades. De ellos, 1,5 millones son ofrecidos cada año en respuesta a las peticiones de los usuarios incluyendo 23 millones de referencias citadas anuales. 
Incluye archivos de Century of Science, con 850.000 referencias de 262 revistas entre 1900 y 1944, que recogen lo más significativo de la ciencia publicada en la primera mitad del siglo XX. 

## Críticas
En 2004, una encuesta del índice de Citas de Ciencias Sociales, Social Sciences Citation Index, dirigida por dos economistas, llegó a la conclusión de que existe de un sesgo a favor de las revistas de orientación socialdemócrata (social democratic orientation) y en contra de las revistas de orientación liberal clásica (classical liberal orientation). Además, identificaron varias deficiencias metodológicas que aparentemente favorecían el recuento excesivo de citas.